# 中国とスリランカの関係
中国とスリランカの関係では、中華人民共和国とスリランカの二国間関係について記述する。両国は1950年に国交を樹立した。

## 歴史
海のシルクロードの交流は、中国の前漢の時代、紀元前207年頃から盛んになったという記録が残っている。　５世紀、中国山西省出身の学僧法顕が、古都アヌラーダプラの有名なアバヤギリヤ僧院に2年間滞在した。　法顕は北インドで１０年近く過ごした後、西暦４１０年にスリランカに来訪した。その後、唐の高僧である不空金剛がスリランカに渡り、『宝篋印陀羅尼経法』を中国語に翻訳した。マルコ・ポーロはこの島を2度訪れ、スリランカはこの規模の島としては世界で最も優れていると記した。　ラークマバーフ 6 世（1412－1467）は、シンハラ王としては最も多い6回の使節団を中国（明朝）に派遣している。中国の明朝時代の武将鄭和は、１４０５年から３３年にかけて、明の永楽帝の代理として西方への航海中にスリランカを6回訪問した。　1950年、独立したセイロン（＝当時のスリランカの呼称）は、主権国家として１３番目の国として当時建国間もない中華人民共和国を承認した。　その後１９５２年、当時国連に加盟していなかったセイロンは、欧米の反発を受ける危険を冒して、中国への戦略物資の輸出禁止を破り、戦略物資に指定されていたゴムを米と交換する「米・ゴム協定」を中国と締結した。　当時、中国は朝鮮戦争に参戦していた。中国から寄贈されたバンダラナイケ記念国際会議場は、現在でもコロンボの主要なコンベンション会場として機能している。同会議場内にある中国文化センターは、2014年の習近平国家主席（党総書記）の訪問時に落成式が行われた。

## 投資・援助
スリランカのハンバントタ港が中国国有企業・招商局港口にリースされることが決まった。このハンバントタ港をめぐる決定は中国による「債務の罠」の典型例と見なされている。中国の援助は、6年間で2,857百万ドルあり、先に触れたハンバントタ港（同地はマヒンダ・ラージャパクサ元大統領（現首相）の出身地）の他、ハンバントタ国際空港、南部の主要都市ゴールとハンバントタを結ぶ高速道路、スリランカ最大の石炭火力発電所（当国電力需要の約３割を供給）、コロンボ市で目を引く電波塔（蓮の花をかたどりロータス・タワーと呼ばれる。）などかなり援助が活発で、中国の進出をスリランカの人々に実感させている（しかし、上記国際空港には定期便が就航しておらず、電波塔は未だ正式稼働していない。）　中国の開発援助増大（殆どが借款）に伴い、同時期に対中債務も急速に増大し、2019年末には対中債務がスリランカの対外債務の約10％を占めるに至っている。なお、国有企業の債務を加えれば、対中債務の割合はさらに増えると見られている（スリランカ政府は国別債務残高に係る包括的な統計を公表していない。）。　2020年末時点のスリランカの対外債務残高は約492億ドルで対GDP比60.9％（2020年中銀年次報告）と高い水準にあり、対外債務の返済・管理は当国にとり最重要課題の一つである。

## 政治・軍事関係
スリランカと中国は、両国関係を「戦略的協力パートナーシップ」と位置づけており、2019年11月の現ゴーターバヤ・ラージャパクサ大統領（マヒンダ・ラージャパクサ元大統領（現首相）の弟）の政権が発足して以来約１年半の間に、ゴーターバヤ・ラージャパクサ大統領と習近平国家主席（党総書記）との電話会談が２回、グナワルダナ外務大臣と王毅外交部長との電話会談が２回行われているほか、中国側から、20年1月に王毅外交部長が訪問、さらに、コロナ禍にあっても、同年10月に楊潔篪中国共産党中央政治局委員、21年4月に魏鳳和国防部長がスリランカを訪問している。なお、ゴーターバヤ・ラージャパクサ大統領訪中も計画されたようだが、実現していない。軍事では、内戦時に中国がスリランカ政府を軍事的に支援したこともあり、軍事面での中国とスリランカの関係は緊密である。ハイレベルの軍関係者の訪問、合同軍事訓練、艦船寄港（但し、潜水艦寄港は2014年以降行われていない）等が活発に行われているほか、最近では、陸軍士官学校への大講堂の供与（2018年）、フリゲート艦の供与（2019年）等も行われた。また、スリランカの軍人には中国で研修等を受けた者が多く、両軍間の人的な結びつきも強いと見られる。